# Engenheiro
Engenheiro é um profissional de engenharia, preocupado com a aplicação do conhecimento científico, matemático e da criatividade para desenvolver soluções para problemas técnicos. Engenheiros projetam materiais, estruturas e sistemas, considerando as limitações impostas pela praticidade, regulamentação, segurança e custo. É uma pessoa com formação técnico-científica que o torna capaz de resolver problemas tecnológicos, práticos e muitas vezes complexos, ligados à concepção, realização e implementação de produtos, sistemas ou serviços. A palavra "engenheiro" possui raízes no latim e é derivada de ingeniare ("inventar") e ingenium ("inteligência"). O engenheiro pode atuar dentro de várias especialidades, dentre elas: Aeronáutica,  Agrimensura,  Agronomia, Alimentar, Ambiente, Civil, Computação, Software, Controle e Automação, Elétrica, Mecânica, Mineração, Produção, Química, Telecomunicações, Naval, entre outras.

## O engenheiro e a sociedade
Após a Segunda Guerra Mundial, surgiu uma nova visão com relação a engenharia, ou seja, ela começou a ser vista como uma ferramenta ainda mais facilitadora, o que fez com que a mesma passasse a ser utilizada além do mundo militar com maior intensidade. Todas as técnicas e conceitos de engenharia que eram apenas usados no ambiente militar foram aplicados no mundo civil de forma abrangente, sendo que por meio desta tornou-se possível resolver problemas técnicos/tecnológicos de influência social, como por ex: produção e fornecimento de energia elétrica, construção de prédios, estradas, pontes, melhoramento na transmissão de informação através de meios eletrônicos e/ou automáticos, invenção e sofisticação de meios de transportes terrestres e aéreos, etc.
Tais atividades são apenas desenvolvidas por profissionais competentes no domínio das ciências exatas, e ao mesmo tempo com a habilidade de relacionar e aplicar tais conceitos de forma criativa na resolução de problemas práticos de caráter social. Este profissional é denominado engenheiro.
Nos dias de hoje, é notável e quase que inevitável a presença da engenharia nos mais variados campos de atuação (ex: Medicina, Economia, Agricultura, etc.), o que automaticamente tem exigido a intervenção do engenheiro nesta dinâmica tecnológica atual.

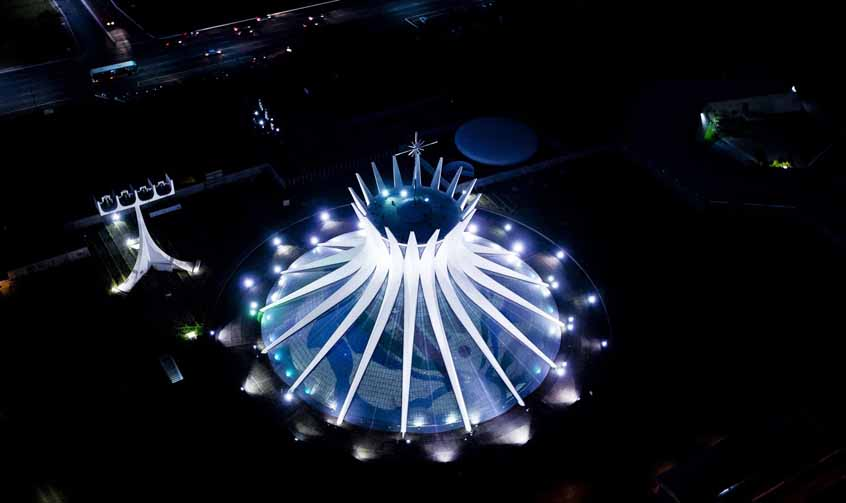
O engenheiro Joaquim Cardozo projetou a Catedral Metropolitana de Brasília (foto) e os palácios da capital federal com bases delgadas que apenas tocam o chão. Trata-se das principais conquistas da engenharia estrutural brasileira.

## Engenheiro Civil
O Engenheiro Civil desenvolve a sua profissão ou atividade utilizando o conhecimento de ciências matemáticas, físicas e dos materiais, adquirido através do estudo, da experiência e da prática, com o fim de desenvolver o projeto, a construção e a manutenção de infraestruturas, de forma económica e em respeito pelo meio ambiente, materializadas em edifícios, pontes, barragens, vias de comunicação, sistemas de abastecimento e tratamento de águas, aeroportos, portos e sistemas de produção de energia, numa lógica funcional, estética e de segurança de pessoas e bens.

### Exercício da profissão de Engenheiro Civil: legislação
A natureza da profissão de Engenheiro Civil e o seu comprometimento com a sociedade para a qual desenvolve essa atividade, numa função de garantir o bem-estar da população e a proteção de pessoas e bens, impõem a intervenção do Estado no estabelecimento de Regulamentos e Normas que têm de ser cumpridas pelo engenheiro no exercício da sua profissão e nas diversas áreas de atividade.
Efetivamente, o Engenheiro Civil exerce uma profissão de confiança pública, pelo que o seu exercício está regulado com base nesses Regulamentos e Normas que constituem o enquadramento legal. Constitui, portanto, uma exigência para o exercício profissional, o conhecimento detalhado de toda a legislação existente e o seu cumprimento.
Compete ao Estado, através dos diferentes órgãos da Administração Central e Local, garantir a observância dessa legislação.
Refere-se igualmente que o exercício da profissão de engenheiro está contemplado no Regime Jurídico que estabelece a qualificação profissional, com destaque para a qualificação exigível aos engenheiros responsáveis pela elaboração e subscrição de projetos, pela fiscalização e pela direção de obras. Atualmente, em Portugal a regulação do exercício da profissão de Engenheiro Civil está delegada pelo Estado nas Ordens Profissionais. Note-se que os termos Regulamento e Norma podem ser empregados como sinónimos, no sentido em que ambos designam uma instrução do que deve ser feito. Contudo, se entendermos o regulamento como o ato de regular e de estabelecer regras, então este pode englobar um conjunto de disposições e assumir um carácter mais geral, cujas partes serão as normas propriamente ditas.

### Requisitos do Engenheiro Civil
O exercício profissional pressupõe um ensino técnico e científico, engenho, criatividade, inovação e empreendedorismo tendo a noção de que uma boa formação académica estrutura a evolução do Engenheiro Civil, constituindo a base do seu desempenho profissional.
O engenho e a criatividade são produto do conhecimento técnico-científico e da inteligência prática que compreende a formulação de uma ideia e a sua materialização.
Na engenharia civil não há situações totalmente idênticas e repetíveis – uma obra é um desafio, pelo que a concepção e a inovação são a base da profissão de Engenheiro Civil. Desta forma, há que continuadamente fomentar uma atitude de inovação, que se alimenta não apenas do espírito de investigação científica, mas também, e sobretudo, do desenvolvimento tecnológico. A inovação passa pela preparação de profissionais para empregos que ainda não existem, pelo uso de tecnologias que ainda não foram inventadas e pela definição de soluções para problemas que ainda nem sabemos que os são.
A inovação passa também pelo próprio ensino da engenharia civil, de disciplinas que estimulem o gosto por abordagens alternativas, em que o racional e o dedutivo, baseados numa formação exigente em matemática e física, são determinantes para a capacidade de aprendizagem, não só das unidades curriculares específicas do curso, mas também da formação ao longo da vida.
A atividade empreendedora começa com uma visão ou sonho, mas que depois, por vias de etapas de concepção/implementação, converte este mesmo sonho em realidade.
Salienta-se que a atividade do Engenheiro Civil não está centrada apenas na arte de construir, tendo este de ter presente que é uma atividade de gestão interdisciplinar, devendo incorporar áreas novas como as tecnologias de informação, os sistemas inteligentes, a robótica ou as nanotecnologias.

### Formação
O Engenheiro Civil do século XXI é assim um ser com formação e conhecimento em forma de T (T-shape), onde a barra vertical representa o conhecimento específico de uma especialidade (engenharia civil) e a barra horizontal refere-se ao conhecimento transversal de outras especialidades e áreas de intervenção (mecânica, eletrotécnica, química, industrial, gestão e comunicação). Quanto maior a barra vertical, mais profundo é o conhecimento no campo da engenharia civil. Por outro lado, quanto mais larga a barra horizontal, maior o conhecimento generalista e a habilidade de se relacionar com outros campos do saber, fomentando assim a criatividade individual, a inovação e o sucesso profissional.